# Operator słabo zwarty
Operator słabo zwarty – operator liniowy {\displaystyle T\colon X\to Y} pomiędzy przestrzeniami unormowanymi {\displaystyle X} i {\displaystyle Y} o tej własności, że domknięcie obrazu kuli jednostkowej {\displaystyle B} przestrzeni {\displaystyle X} jest słabo zwartym podzbiorem przestrzeni {\displaystyle Y.} Każdy operator słabo zwarty jest ograniczony (a więc ciągły). Pojęcie operatora słabo zwartego definiowane jest czasami dla szerszych klas przestrzeni liniowo-topologicznych.
Rodzina wszystkich operatorów słabo zwartych określonych pomiędzy przestrzeniami Banacha {\displaystyle X} i {\displaystyle Y} oznaczana jest często symbolem {\displaystyle {\mathcal {W}}(X,Y)} (lub {\displaystyle {\mathcal {W}}(X),} gdy {\displaystyle X=Y}) i jest domkniętą podprzestrzenią przestrzeni wszystkich operatorów ograniczonych z przestrzeni {\displaystyle X} w przestrzeń {\displaystyle Y.} Klasa wszystkich operatorów słabo zwartych pomiędzy dowolnymi przestrzeniami jest ideałem operatorowym (w sensie Pietscha). W szczególności, rodzina wszystkich operatorów słabo zwartych na {\displaystyle X} jest domkniętym ideałem algebry wszystkich operatorów ograniczonych na {\displaystyle X.}

## Własności
- Operator ograniczony {\displaystyle T\colon X\to Y} jest słabo zwarty wtedy i tylko wtedy, gdy {\displaystyle T^{**}[X^{**}]} jest podzbiorem przestrzeni {\displaystyle Y} (utożsamionej z podprzestrzenią przestrzeni {\displaystyle Y^{**}}). W szczególności, przestrzeń Banacha {\displaystyle X} jest refleksywna wtedy i tylko wtedy, gdy każdy operator ograniczony na {\displaystyle X} jest słabo zwarty.
- Każdy operator zwarty jest słabo zwarty. Przeciwna implikacja na ogół nie zachodzi: operator identycznościowy na nieskończenie wymiarowej przestrzeni refleksywnej jest słabo zwarty, ale nie jest zwarty.
- Twierdzenie Gantmacher: Operator ograniczony działający pomiędzy przestrzeniami Banacha jest słabo zwarty wtedy i tylko wtedy, gdy operator do niego sprzężony jest słabo zwarty.
- Jeżeli {\displaystyle E} jest {\displaystyle p}-tą przestrzenią Jamesa bądź {\displaystyle E} jest przestrzenią {\displaystyle \ell ^{\infty },} to {\displaystyle {\mathcal {W}}(E)} jest jedynym ideałem maksymalnym w algebrze operatorów ograniczonych na {\displaystyle E}[1].
- Jeżeli {\displaystyle K} jest przeliczalną zwartą przestrzenią metryczną, to każdy operator słabo zwarty na przestrzeni {\displaystyle C(K)} jest zwarty.